# Encarsia fusca
Encarsia fusca is een vliesvleugelig insect uit de familie Aphelinidae. De wetenschappelijke naam is voor het eerst geldig gepubliceerd in 1936 door Compere.